# Panther II

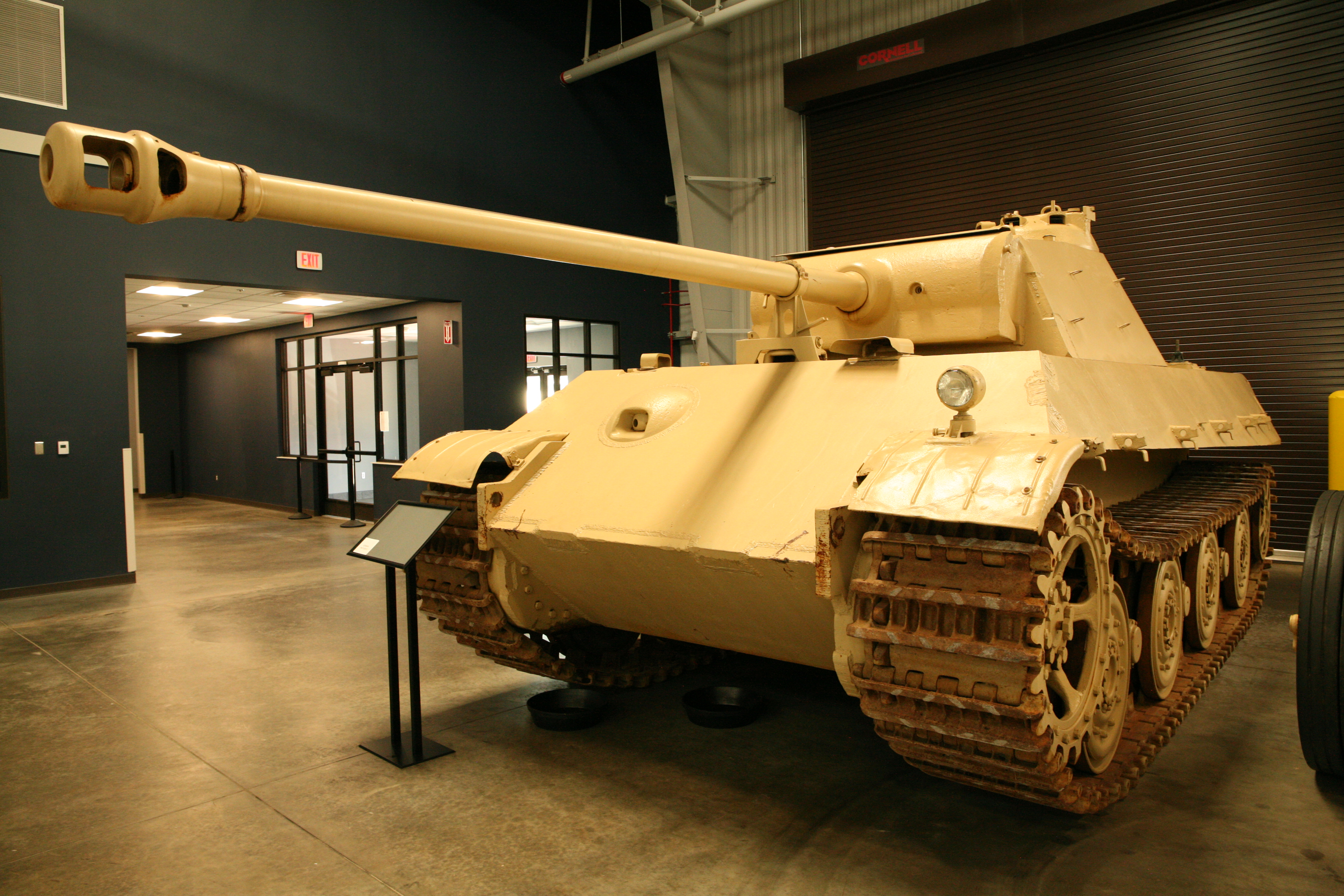
Пантера II у колекції бронетехніки та кавалерії армії США, Форт-Беннінг. Башту Panther G було встановлено після війни як тимчасовий варіант.

Panther II (укр. «Пантера II») — проєкт німецького танка часів Другої світової війни, розроблений на основі конструкції оригінального танка «Пантера». Він мав трохи товстішу броню, ніж Пантера, та запозичив деякі стандартизовані компоненти з конструкції танка Тигр II. Проєкт «Пантера II» не пішов далі прототипів і не був запущений у виробництво.

## Розробка та виробництво
Ранньою мотивацією для вдосконалення танка «Пантера» було занепокоєння Адольфа Гітлера та інших, які вважали, що йому бракує броні. Гітлер вже наполягав на збільшенні його броні, на початку проєктування оригінальної Пантери в 1942 році. У січні 1943 року в обговореннях за участю Гітлера закликали до подальшого посилення бронювання. Після рішення не розпочинати виробництво, концепції та ідеї були використані для розробки проєкту E-50 Standardpanzer.

### Бронювання
Ця модернізація танка «Пантера» збільшила товщину лобової бронеплити з 80 мм до 100 мм, бортова броня корпусу від 40 мм до 60 мм та зменшила броню даху корпусу з 40 мм до 30 мм. Виробництво «Пантери ІІ» мало розпочатися у вересні 1943 року. 10 лютого 1943 року доктор Вібекке (головний інженер-конструктор Maschinenfabrik Augsburg-Nürnberg (MAN)) запропонував ретельно переробити «Пантеру II» та включити до нього такі компоненти «Королівського Тигра», як рульовий механізм, головні передачі, система підвіски та башта, спираючись на досвід війни на Східному фронті. Загальна вага збільшилася б до понад 50 тонн.  Ще одна зустріч 17 лютого 1943 року була зосереджена на спільному використанні та стандартизації деталей для танків «Королівського Тигра» та «Пантери II», таких як трансмісія, повністю сталеві опорні колеса діаметром 80 сантиметрів, які лише перекривалися (як на «Королівському Тигрі»), а не чергувалися (як використовувалася оригінальна система опорних коліс «Schachtellaufwerk»), та ходова частина.

### Башта

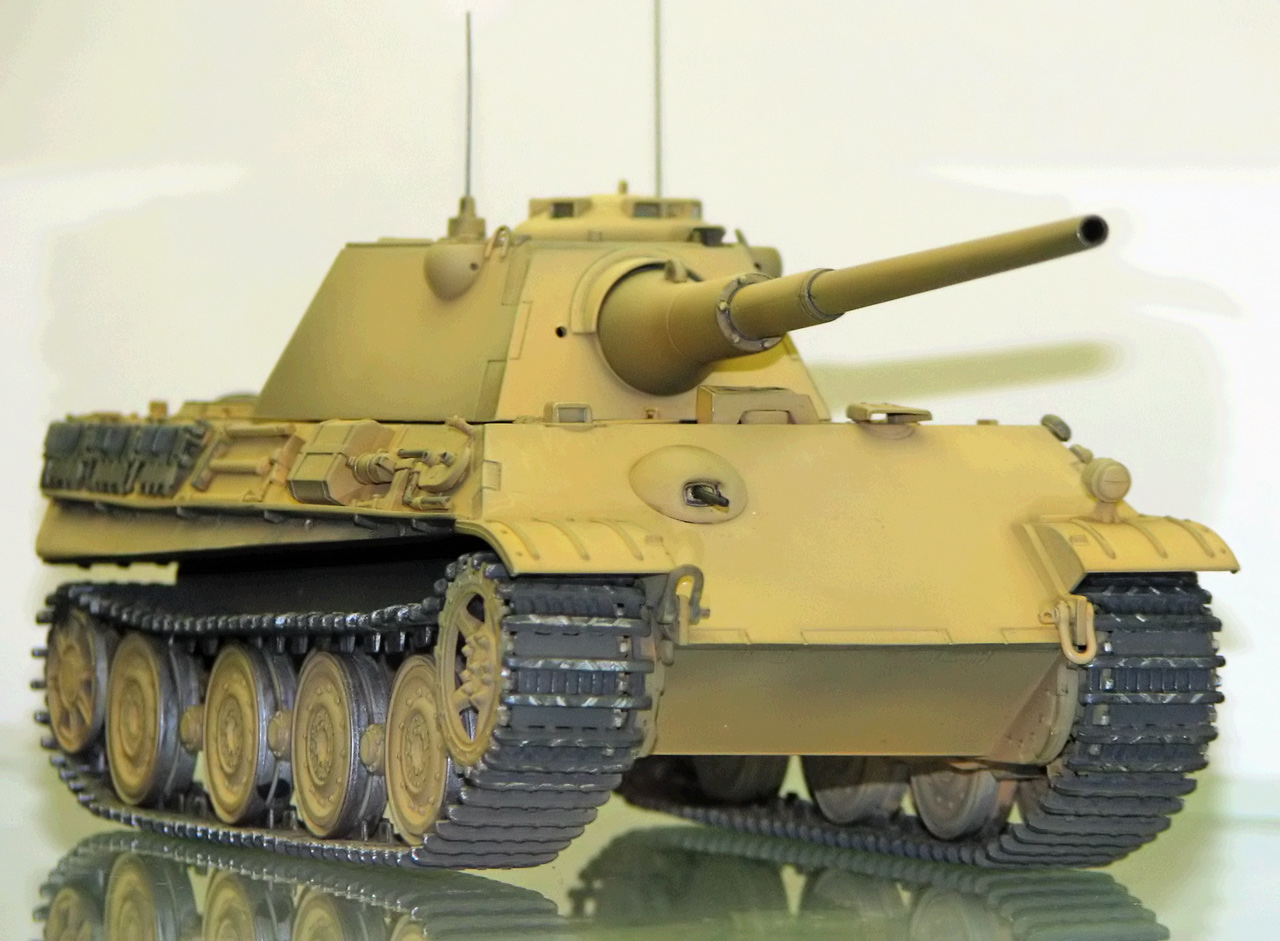
«Пантера F» з «вузькою баштою»

«Пантера II» повинна була оснащена новою «вузькою»(нім. schmale Blendenausführung — «варіант з вузьким отвором») баштою.  Довгий час вважалося, що така башта була створена спеціально для «Пантери II», але вона була розроблена після того, як проєкт «Пантера ІІ» був скасований, і призначалася для Panther Ausf. F. 

### Двигун
Розглядався ряд двигунів, серед яких новий двигун Maybach HL234 з уприскуванням палива (900 к.с., що працює від 8-ступінчастої гідравлічної коробки передач[джерело?]) та турбовальна силова установка GT 101, адаптована версія авіаційного турбореактивного двигуна BMW 003, потужність якої на валу мала становити 1150 кінських сил і важила лише 450 кг без трансмісії, що становить лише 38 % ваги стандартного поршневого двигуна Maybach HL230 V-12, що працює на бензині, від «Пантери». Двигун би дав «Пантері II» збільшену потужність на 200 к.с., що зробило б його швидшим за попередника, хоча він був би важчим.  Плани заміни оригінальної конструкції «Пантери» на «Пантеру II» були розроблені ще до того, як перша «Пантера» взяла участь у бойових діях. Але з травня по червень 1943 року в MAN відбулася заключна зустріч, на якій було вирішено припинити розробку «Пантери II», а сили зосередити на «Пантері I» та її модифікаціях.  Незрозуміло, чи було коли-небудь офіційне скасування — можливо, це сталося тому, що на модернізації «Пантери ІІ», з самого початку, наполягав Гітлер.

### Екіпаж
Для керування «Пантерою II» потрібно було п'ять членів екіпажу: три в башті: командир, навідник та заряджаючий; водій і стрілець-радист в корпусі, ідентично до «Пантери I».

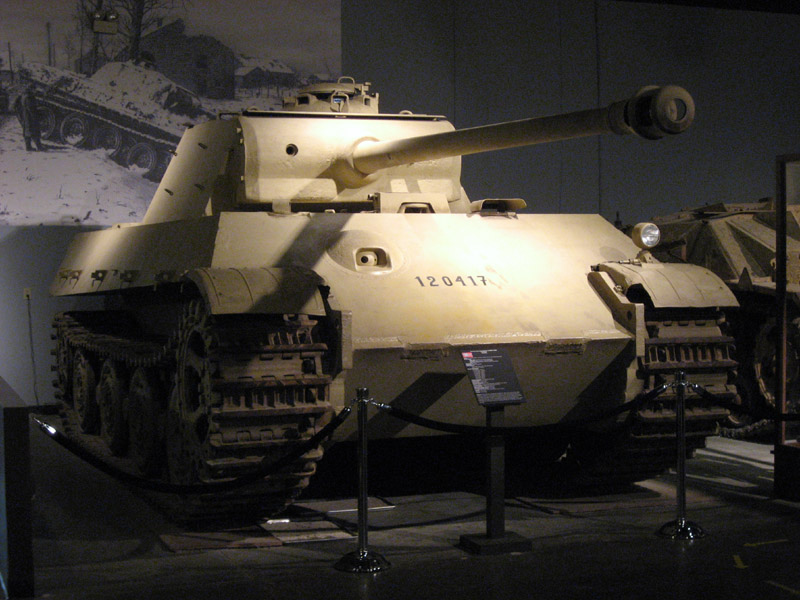
Пантера II виставлена в Музеї кавалерії та броні Паттона, Форт-Нокс. Башта Panther G, представлена на виставці, спочатку не була встановлена на цьому корпусі, а була встановлена пізніше як тимчасовий варіант.

Один прототип корпусу був допрацьований та захоплений американськими військами. Його доставили на Абердинський випробувальний полігон, а пізніше перемістили до музею Паттона. Башта «Пантери» Ausf. G. було розміщено на корпусі «Пантери ІІ» як тимчасовий варіант.    Корпус «Пантери ІІ» був перевезений до Національного музею бронетехніки та кавалерії у Форт-Мурі, штат Джорджія, в якості експонату.
1. ↑  "An unusual one-of-a-kind Panther tank variant generally called the Panther II [...] represents a 1943 German attempt to create a hybrid vehicle that would combine components from early Panther tanks with yet-to-be-built Tiger II heavy tanks."[1]

1. 1 2 3  Green, Anderson та Schulz, 2000, с. 61.
2. 1 2 3  Jentz, (1995).
3. 1 2  Jentz, (2006).
4. ↑  Ford, 2012.
5. ↑  Spielberger, (2004).

## Додаткова інформація
- Gander, Terry. German 88: The Most Famous Gun of the Second World War. Pen & Sword. ISBN 978-1-84-884832-0.
- Short, Neil (2006). Tank Turret Fortifications. Crowood Press. ISBN 978-1-86-126687-3.